# Symfonie nr. 4 (Read)
De Amerikaanse componist Gardner Read voltooide zijn Symfonie nr. 4 opus 92 in 1958.
Het was een werk van lange adem en hij zou na deze vierde symfonie geen andere meer componeren (hij leefde tot 2005). Het werk begon in januari 1951 in Peterborough (New Hampshire) en werd in december 1958 afgerond in Manchester (Massachusetts). De voorgaande symfonieën kregen premières door grote Amerikaanse orkesten, respectievelijk New York Philharmonic Orchestra, Boston Symphony Orchestra en Pittsburgh Symphony Orchestra. Dit werk leek echter voorbestemd om in de la te blijven liggen, totdat op 30 januari 1970 Erich Kunzel het met zijn Cincinnati Symphony Orchestra uitvoerde. De jaren daaropvolgend dirigeerde de componist het werk zelf nog aan het Boston University Symphony Orchestra, maar veel bekendheid kreeg het werk niet. In april 1980 voerde Lorin Maazel het werk uit met het Cleveland Orchestra, het was voor een radio-uitzending, die later op langspeelplaat werd vastgelegd.

## Delen
Hoewel het werk in de traditie van de klassieke muziek is geschreven en de stijl overwegend romantisch is, is de structuur afwijkend. De symfonie kent slechts twee delen:
1. Largo con intenzita, Tranquillo assai
2. Lento sostenuto, Allegro scherzando

Beide delen beginnen langzaam en eindigen in snel tempo. De opening bevat opnieuw een klassiek element; een canon wordt door de zes cellisten uitgevoerd met als begeleiding de pauken en contrabassen. De canon wordt door het orkest opgepakt en er volgt langzaamaan een climax. Na de climax volgt in het snellere tempo een solo voor klarinet en er volgt een nieuwe climax. Na die climax keert het orkest terug naar de opbouw in het orkest en sluit af met de canon in de celli, begeleid door pauken en contrabas. De contrabas sluit het werk af op een cis.
Het tweede deel begint opnieuw langzaam en gaat na een fagotsolo over in het scherzodeel. Het thema gaat rond in het orkest als fuga voordat een en ander in een rustiger vaarwater komt. Het thema uit deel 1 keert terug waarna het thema uit deel 2 zijn opwachting meer maakt De symfonie sterft een langzame dood waarbij er steeds meer muziekinstrumenten afvallen. En ook dit deel wordt in stilte afgesloten door een pauk en contrabas, vergezeld door een slag op de gong.

## Orkestratie
Voor het werk is een standaardorkest voldoende
- 2 dwarsfluiten, 2 hobo's, 2 klarinetten, 2 fagotten
- 4 hoorns, 3 trompetten, 3 trombones, 1 tuba
- pauken, percussie,
- violen, altviolen, celli, contrabassen

## Discografie
- Uitgave CRI American Masters: Cleveland Orchestra o.l.v. Maazel 10 april 1980.